# Heinfried
Heinfried ist ein deutscher männlicher Vorname. Es handelt sich dabei um eine Mischform zwischen Heinrich und Friedrich. Der Name setzt sich aus den althochdeutschen Bestandteilen „hagan“, was Gehege, Schutz bedeutet und „fridu“, was Friede bedeutet, zusammen.

## Bekannte Namensträger
- Heinfried Birlenbach (1940–2020), deutscher Leichtathlet
- Heinfried Engel (* 1947), deutscher Stabhochspringer
- Heinfried Schumacher (* 1953), deutscher Politiker (SPD)